# 사쿠라이의 결별
〈사쿠라이의 결별〉(일본어: 桜井の訣別)은 1899년 발표된 일본의 노래로 문부성창가의 일종이다. 작사는 오치아이 나오부미, 작곡은 오쿠야마 도모야스가 맡았다.
12~13세기 일본의 무장인 구스노키 마사시게와 그의 아들 구스노키 마사쓰라의 이별을 노래한 노래이다. 〈푸른 잎 우거진 사쿠라이의〉(青葉茂れる桜井の) 혹은 〈다이난코의 노래〉(大楠公の歌)라고도 한다. 오카야마 고라쿠엔 내에 세워진 오쿠야마 도모야스 현창비에는 이 노래의 오선보가 미나가와(湊川)로서 새겨져 있다.

## 가사
| 원문 | 한국어 번역 |
| --- | --- |
| 青葉茂れる桜井の 里のわたりの夕まぐれ 木（こ）の下陰に駒とめて 世の行く末をつくづくと 忍ぶ鎧（よろい）の袖の上（え）に 散るは涙かはた露か                             | 푸른 잎이 우거진 사쿠라이의 마을 언저리의 저녁 어스름 나무그늘 밑으로 말을 멈추고 세상의 나중 일을 생각하니 견디는 갑옷의 소매 위로 듣는 것은 눈물이냐 이슬이냐    |
| 正成（まさしげ）涙を打ち払い 我が子正行（まさつら）呼び寄せて 父は兵庫に赴かん 彼方（かなた）の浦にて討ち死にせん 汝（いまし）はここまで来つれども とくとく帰れ故郷へ | 마사시게 눈물을 훔치고 당신 아들 마사쓰라 불러들이어 아비는 효고로 가겠다 저 너머 바닷가서 싸우다 죽겠다 너는 여기까지만 따라오라 서둘러 고향으로 돌아가라         |
| 父上いかにのたもうも 見捨てまつりてわれ一人 いかで帰らん帰られん この正行は年こそは 未だ若けれ諸（もろ）ともに 御供（おんとも）仕えん死出の旅                         | 아버님이 아무리 말씀하여도 아버님 두고 어찌 홀로 돌아가리까 아니 돌아가리다 저 마사쓰라 나이야 어릴망정 모두와 함께 죽는 한이 있어도 따라가리이다                  |
| 汝をここより帰さんは 我が私の為ならず おのれ討死為さんには 世は尊氏の儘（まま）ならん 早く生い立ち大君（おおきみに） 仕えまつれよ国の為                               | 아들아 여기서 돌아가는 것은 너나 나를 위함이 아니요 내가 싸우다 죽어지면 세상은 다카우지의 뜻대로니라 하루빨리 성장하여 임금을 섬기거라 나라 위하여                |
| この一刀（ひとふり）は住（い）にし年 君の賜いしものなるぞ この世の別れの形見にと 汝（いまし）にこれを贈りてん 行けよ正行故郷へ 老いたる母の待ちまさん                 | 이 한 자루 검은 왕년에 임이 내려주신 것이니라 이 세상 작별하는 선물로서 네게 이를 내려주니라 고향으로 가라 마사쓰라야 나이든 어머님이 기다리신다                   |
| 共に見送り見返りて 別れを惜しむ折からに またも降りくる五月雨の 大空に聞こゆる時鳥（ほととぎす） 誰か哀れと聞かざらん あわれ血に泣くその声を                           | 서로가 배웅하고 돌아보며 헤어짐을 설워하는 마침 그때 다시금 내리는 장맛비의 너른 하늘에 울리는 두견새 소리 어느 누가 가엾음을 듣지 못하랴 가엾어라 애끊는 울음소리 |
| 遠く沖べを見渡せば 浮かべる舟のその数は 幾千万とも白波の 此方（こなた）をさして寄せて来ぬ 陸（くが）はいかにと眺むれば 味方は早くも破られて                           | 저 멀리 바다 위를 바라다보니 떠 있는 배의 수효는 수천만이요 흰물결치는 이편을 향해 들이닥친다 육지 쪽은 어떤가 쳐다보니 아군은 패한 지 오래                        |
| 須磨と明石の浦づたい 敵の旗のみ打ちなびく 吹く松風か白波か よせくる波か松風か 響き響きて聞ゆなり つづみの音に閧（とき）の声                                           | 스마와 아카시의 해변 따라서 적의 깃발만이 나부끼누나 불어닥치는 솔바람이냐 흰물결이냐 밀려오는 파도냐 솔바람이냐 울려 울려 들려오느니 북치는 소리와 함성[閧] 소리  |
| いかに正季（まさすえ）われわれの 命捨つべき時は来ぬ 死す時死なでながらえば 死するに勝る恥あらん 太刀の折れなんそれまでは 敵のことごと一方（かたえ）より               | 마사스에야 우리 목숨을 버릴 때가 왔는가 보다 죽을 때 죽지 못하거든 죽음보다 더한 수치 있으니 다치가 부러질 그때까지 적을 남김없이 무찌르련다                       |
| 斬りすてなん屠（ほう）りてん 進めすすめと言い言いて 駆け入るさまの勇ましや 右より敵の寄せくるは 左の方（かた）へと薙（な）ぎ払い 左の方より寄せくるは                 | 베어라 물리쳐라 나아가라 나아가라 거듭 외치며 말 모는 모습의 용맹스러움 오른편에서 적이 몰려오면 왼편에서부터 베어넘기고 왼편에서 몰려오면                         |
| 右の方へと薙ぎ払う 前よりよするその敵は 後ろよりするその敵も 見ては遁（のが）さじ遁さじと 奮いたたかう右ひだり とびくる矢数は雨あられ                                 | 오른편에서부터 베어넘긴다 전방에서 몰려오는 적도 후방에서 몰려오는 적도 결코 아니 놓치리라며 분연히 싸운다 좌우로 들이치는 화살은 비보라 모양                      |
| 君の御為（みため）と昨日今日 数多の敵に当りしが 時いたらぬをいかにせん 心ばかりははやれども 刃（やいば）は折れぬ矢はつきぬ 馬もたおれぬ兵士（つわもの）も             | 임을 위함이라 어제도 오늘도 수많은 적을 상대했건만 때가 오지 않음을 어찌하랴 마음이야 날뛰건마는 검은 부러지고 살은 박히고 말도 쓰러지고 병사마저도                |
| かしこの家にたどりゆき 共に腹をば切りなんと 刀を杖に立ちあがる 身には数多の痛矢串（いたやぐし） 戸をおしあけて内に入り 共に鎧の紐とけば                               | 저기 저 집에 다다르면 더불어 배를 가르리라고 검을 지팡이 삼아 몸을 일으키네 몸은 상처투성이 문을 열어 안에 들어가 더불어 갑옷끈을 푸니                             |
| 緋おどしならぬくれないの 血潮したたる小手の上 心残りはあらずやと 兄のことばに弟は これみなかねての覚悟なり 何か嘆かん今さらに                                         | 손끝에서 끈색 같은 다홍빛 피가 방울져 떨어진다 미련은 있느냐는 형의 물음에 아우는 진작에 각오하였으니 이제 와서 무슨 탄식을 하리까                                 |
| さはいえ悔し願わくは 七度（ななたび）この世に生まれ来て 憎き敵をば滅ぼさん さなりさなりとうなづきて 水泡（みなわ）ときえし兄弟（はらかた）の 心も清き湊川             | 그럼에도 분하니 원컨대 일곱 번 이 세상에 고쳐 태어나도 역겨운 적만은 무찌르렵니다 그러냐 그러냐며 끄덕이면서 수포 모양 스러진 형제의 마음이야 맑을손 미나토가와    |